# Ulhásnagar
Ulhásnagar (maráthsky उल्हासनगर) je město v Maháráštře, jednom z indických svazových států. K roku 2011 v něm žilo přes půl miliónu obyvatel.

## Poloha
Ulhásnagar leží v okrese Tháné na západě Maháráštry severovýchodně od Bombaje. Byť je od pomyslného centra Bombaje, nádraží čhatrapatiho Šivádžího, vzdáleno přes padesát kilometrů, je fakticky jedním z bombajských předměstí a tvoří  spolu s Novou Bombají, Tháné, Kalján-Dombivlí, Bhivandí, Mírá-Bhajandarem a Vasaí-Virárem bombajskou algomeraci.

## Dějiny
Současný Ulhásnagar vznikl z kolonie sindhských hinduistů, kteří uprchli z převážně islámského Pákistánu po rozdělení Indie v roce 1947 a našli zde zázemí vybudované původně pro vojáky za druhé světové války.
Od roku 1955 je zde stanice příměstské železnice. Od roku 1960 tvoří Ulhásnagar vlastní samosprávný celek.

## Demografie
Sindhští hinduisté coby zvláštní etnická skupina tvoří nadále významnou část obyvatelstva Ulhásnagaru. Při sčítání lidu v roce 2011 jich bylo z půl miliónu obyvatel zhruba čtyři sta tisíc, tedy zhruba čtyři pětiny. Jedná se zároveň o jedno z jejich hlavních středisek (druhým srovnatelným je okres Kaččh v Gudžarátu).